# 宗義功 (富壽)
宗義功（日语：／ Sō Yoshikatsu，1773年3月21日—1813年6月15日），幼名富壽（日语：／ Fuju），日本江戶時代中期至末期的大名、對馬府中藩第12代藩主。
富壽是第10代藩主宗義暢的第六子，也是第11代藩主豬三郎的弟弟。1785年（天明5年）豬三郎去世時尚未謁見幕府將軍，且無嗣。對馬藩的江戶詰家老就此與幕閣私下協商。幕閣聲稱對馬藩若是要收養末期養子，幕府一定會用判元見屆進行確認；援引越後高田藩主榊原政永頂替兄長榊原政純的先例，暗示可以使用替身。對馬藩的家臣害怕被改易，便對外聲稱豬三郎並沒有死，死者是其弟弟種壽；同時以富壽作為豬三郎的替身繼任家督之位。
在正式場合上，富壽與兄長豬三郎被當作是同一個人，其在江戶幕府的出生記錄也被謊報為1769年（明和6年）。不論是在幕府的官方記錄還是在朝鮮的官方記錄裏，富壽繼承家督之年都被記載為1778年（安永7年），而這事實上是兄長豬三郎繼承家督之年。富壽在元服後取名「義功」，因此在史料中兄弟二人都被稱為宗義功。
宗義功於1787年（天明7年）開始親政，他勤儉節約，設置講武所、講學所等機構。然而因為病弱而年幼，家臣團就主導權及交易而不斷引起派系鬥爭，對馬藩繼續混亂，財政困難。1812年（文化9年）讓位給次子宗義質並隱居，翌年去世。